# Vier ernste Gesänge
Vier ernste Gesänge (Fyra allvarliga sånger) op. 121 (1896), sångcykel för bas med pianoackompanjemang till bibliska texter av Johannes Brahms. Sångerna, vilka tillägnades skulptören Max Klinger, var Brahms näst sista verk. 
Försök har gjorts för att knyta sångerna till Clara Schumanns död samma år men de hade skrivits innan hon dog. I ett brev till hennes döttrar skrev Brahms:
"När Ni, så snart Ni önskar, mottager mina Ernste Gesänge,
missuppfatta dem inte.... Jag skrev dem förra veckan i maj (1896).
Liknande ord har ofta sysselsatt mig, och jag väntade mig inte
att mottaga dåliga nyheter om Er mor. Spela inte igenom
sångerna, eftersom orden kanske upprör Er för mycket - men jag
ber Er att betrakta dem som ett offer till Er älskade mor,
och lägga dem åt sidan."
Sångerna har kallats "Brahms andra tyska requiem", eftersom vissa passager starkt påminner om hans Ein deutsches Requiem särskilt vad beträffar de bibliska texterna. 
- Denn es gehet dem Menschen (Predikaren 3: 19-22).
- Ich wandte mich und sahe an (Predikaren 4: 1-3).
- O Tod, wie bitter bist du (Jesus Syraks vishet 41: 1-2).
- Wenn ich mit Menschen (Första Korinthierbrevet 13: 1-3, 12-13).